# 桃園國際動漫大展
桃園國際動漫大展（英文：Taoyuan International ACGT Fair）是桃園市政府文化局舉辦的地方性動漫展覽。
英文正式名稱在此展創設時為「Taoyuan ACG Carnival」；然而遊戲有不同的形態，不是單一的「G」（即「遊戲」，「Game」）就能完整詮釋。因此在2014年，主辦單位將展覽內容主軸正式定位成「動畫」、「漫畫」、「遊戲」、「玩具」等四元素，並以展覽四大元素的英文名稱開頭字母（A、C、G、T）修訂英文正式名稱為「Taoyuan International ACGT Fair」。
開辦的首年，適逢交通部觀光局進行臺灣觀光年曆特色活動線上選拔，這項展覽也參與了評選，在網路初選中以第十三名入圍總決選。最後，這項展覽正式納入台灣觀光年曆的範疇，並被觀光局評鑑為「國際性」年度活動。
2020年因新冠疫情問題停辦該展覽；2021年11月6至7日，桃園市政府文化局在馬祖新村眷村文創園區舉辦「馬村5G動漫日」，作為新企劃展覽的試水溫；2022年，因疫情問題與產業需求，暫時轉型為「桃園漫畫節」（英文：Taoyuan Comic Festival），當屆於馬村文創園區舉辦；2023年，此展覽確定重回桃園藝文特區。2024年改在中原文創園區舉辦。

## 展覽內容與特徵

### 跨產業格局與本地化
桃園動漫展雖屬性以動漫遊戲部分吃重，但屬於高科技工業的機械產業仍在這項展覽中扮演關鍵角色。
首屆展覽登場時，當地業者祥儀企業除了在開幕日安排了機器人舞蹈表演，並在展場中展示多款互動機器人、跨領域應用案例，以及遊戲互動擂台，引起當地參觀者的注目。
除了電子產業，專注於技術研發的工業技術研究院也曾在這項展覽中，藉由展示科研成果，介紹動漫產業的內容製作與科技結合的相關性。
動漫產業雖受外來影響，但除了台灣本地的動漫作品，結合文創產業的各類作品與實體周邊，也都在這項展覽中進行展示。
在第三屆（2014年）的展覽中，首個在中華職棒實施完全主場制的Lamigo桃猿隊也參與了這項展覽，更讓展覽加重了本地化的味道。

### 動漫文化的推廣

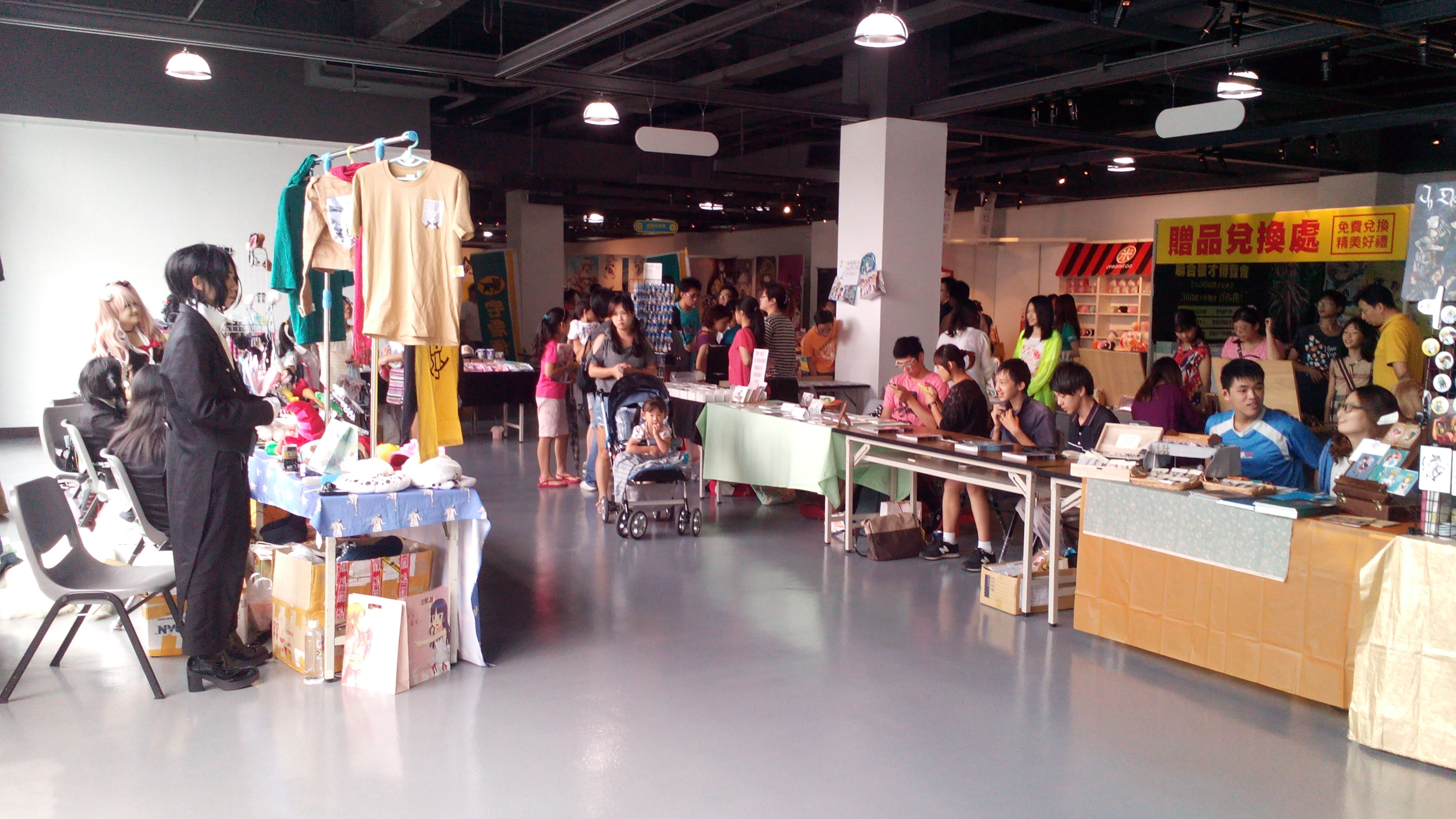
集中於假日的「動漫創意市集」。

展覽草創時，雖以地方特色為主，然而，因為這項展覽被選入交通部觀光局「臺灣觀光年曆」的緣故，使得這項展覽的地位更顯關鍵。
由於桃園市被視為「國門之都」，因此除了在主展館桃園展演中心，針對本地參觀者進行的主要展示與活動外，在桃園國際機場設置的形象展（當地稱之「機場展」），更具有推廣台灣動漫產業形象至海外之指標性意義。
除了推廣國際形象的機場展，在展覽期間，透過不同活動的設置，也能讓參觀者以不同的角度，認識台灣的動漫產業與文化。

#### 動漫音樂活動的變遷
動畫歌曲或是相關作品音樂，近年來常因為主唱者（或參與者）多半於日本流行音樂有一定知名度，較能受到除動漫迷以外的音樂迷注目。

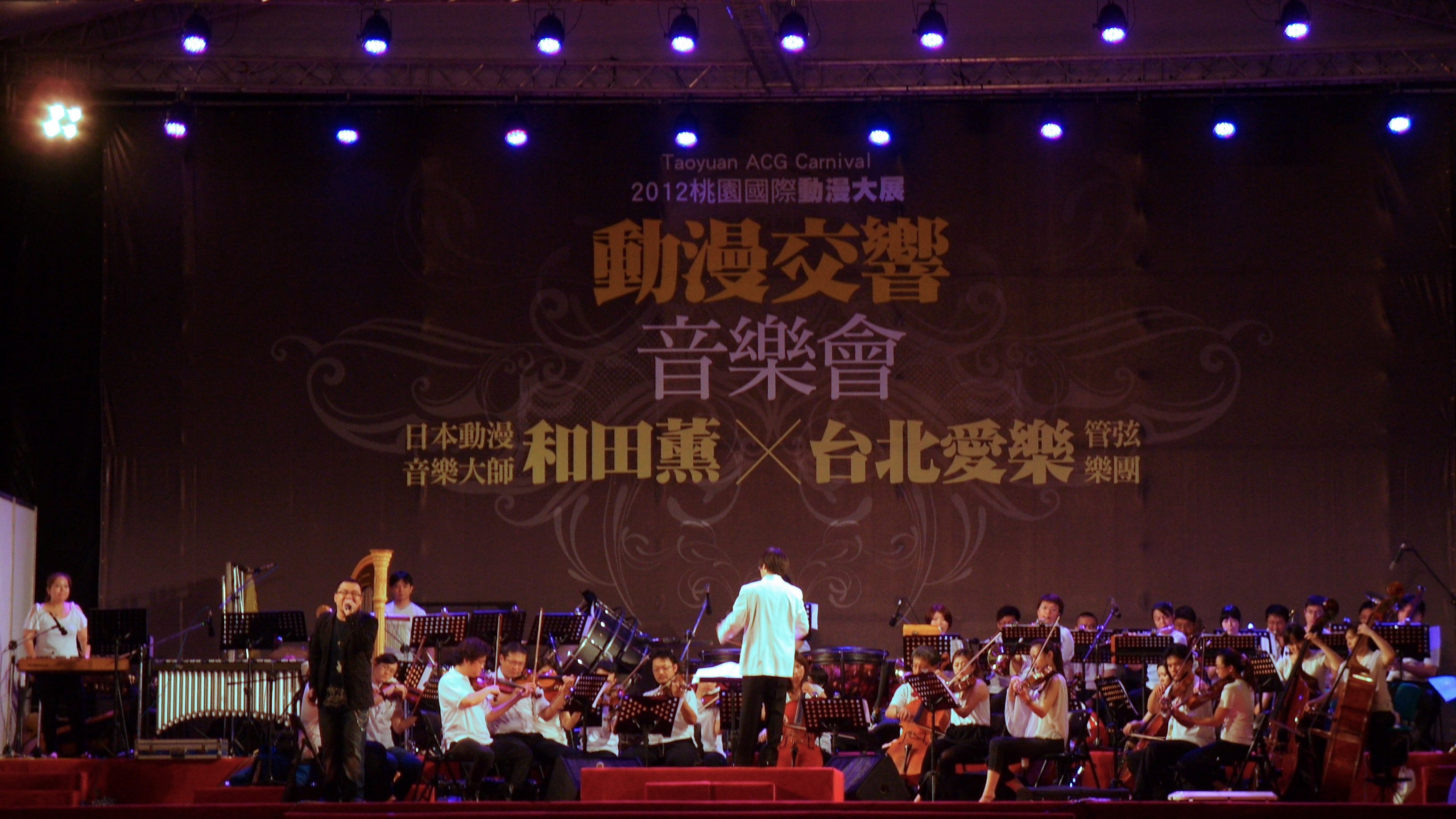
和田薰與台北愛樂管弦樂團戶外公演

而在動漫遊戲產業中，結合交響樂演奏的電玩交響音樂會又有一定的風行程度，因此在展覽開辦當年，主辦單位大膽嘗試了動漫音樂結合交響樂演奏的公演活動，邀請和田薰與台北愛樂管弦樂團在桃園藝文特區戶外廣場進行公演。
由於這項活動的成功，使得後續幾屆的展覽中，動漫歌曲的舞台表演，在近年來更能吸引到場參觀民眾的注目，儘管演出的方式，每屆都有顯著的差異性。

#### Cosplay帶動的次文化熱潮
動漫文化向來總是能與Cosplay次文化相結合，並能吸引年輕族群的目光；開幕當屆，適逢台灣取得世界Cosplay高峰會觀摩國，主辦單位除了邀請以鋼彈系列獲得台灣代表資格的參賽團隊為開幕典禮貴賓以外，開幕的頭兩屆也舉辦了Cosplay競賽，讓實際投入的參賽者也能展現各類作品風格的一面。

#### 動漫假日市集
台灣本土的眾多動漫主題展覽（開拓動漫祭、台灣同人誌販售會）中，多半以周邊或著作品展售為主，也由於參觀人潮多集中於假日之緣故，因此結合各類動漫文化的創意市集，歷年來皆集中於假日進行，提供各類動漫工作室或團隊進行相關周邊的展售。

### 遊戲的重新定位

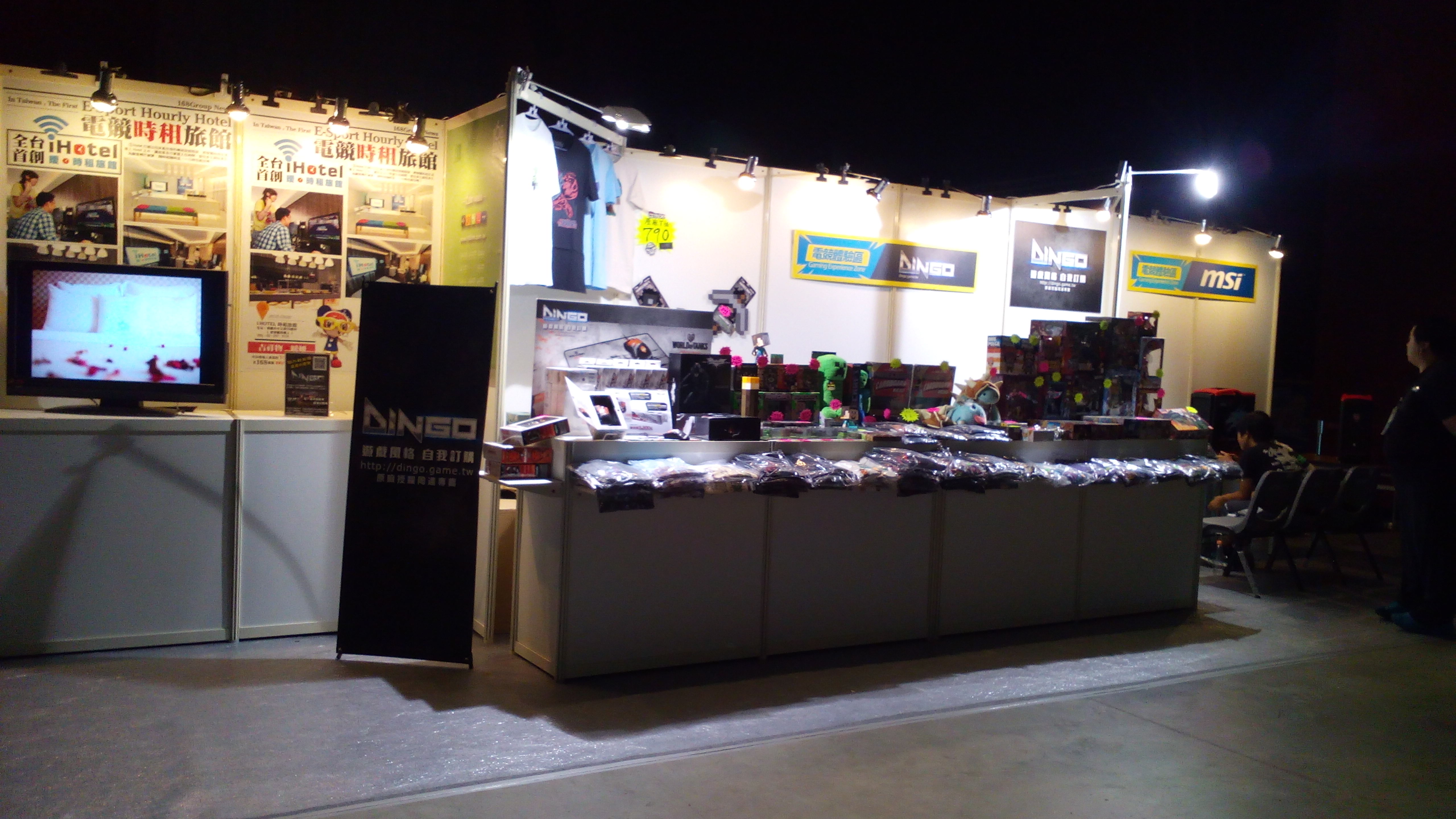
資通訊業者設立電子競技專區，讓參觀者認識電子競技在台灣的影響力，以及相關資通訊知識。

台灣的眾多動漫或遊戲相關展覽，大多與次文化結合抑或相呼應，然而，遊戲的型態並非只是單純僅只於電子遊戲而已，其他類型的遊戲，也在這項展覽中漸獲重視。
隨著電子競技在台灣引起的熱潮，這項展覽也開始受電子遊戲競技的影響與趨勢而轉型，近年來，除了資通訊產業，以電子競技周邊商品的體驗與展示，讓參觀者認識電子競技等級的商品與一般常態商品的差異性以外，電子競技團隊的表演活動，或是相關先進的講座，亦能吸引民眾的目光。
除了電子競技以外，第三屆的展覽中，亦加入了模擬現實戰爭的密室逃脫遊戲，也使得展覽中的「遊戲」元素更為多元。

## 圖集

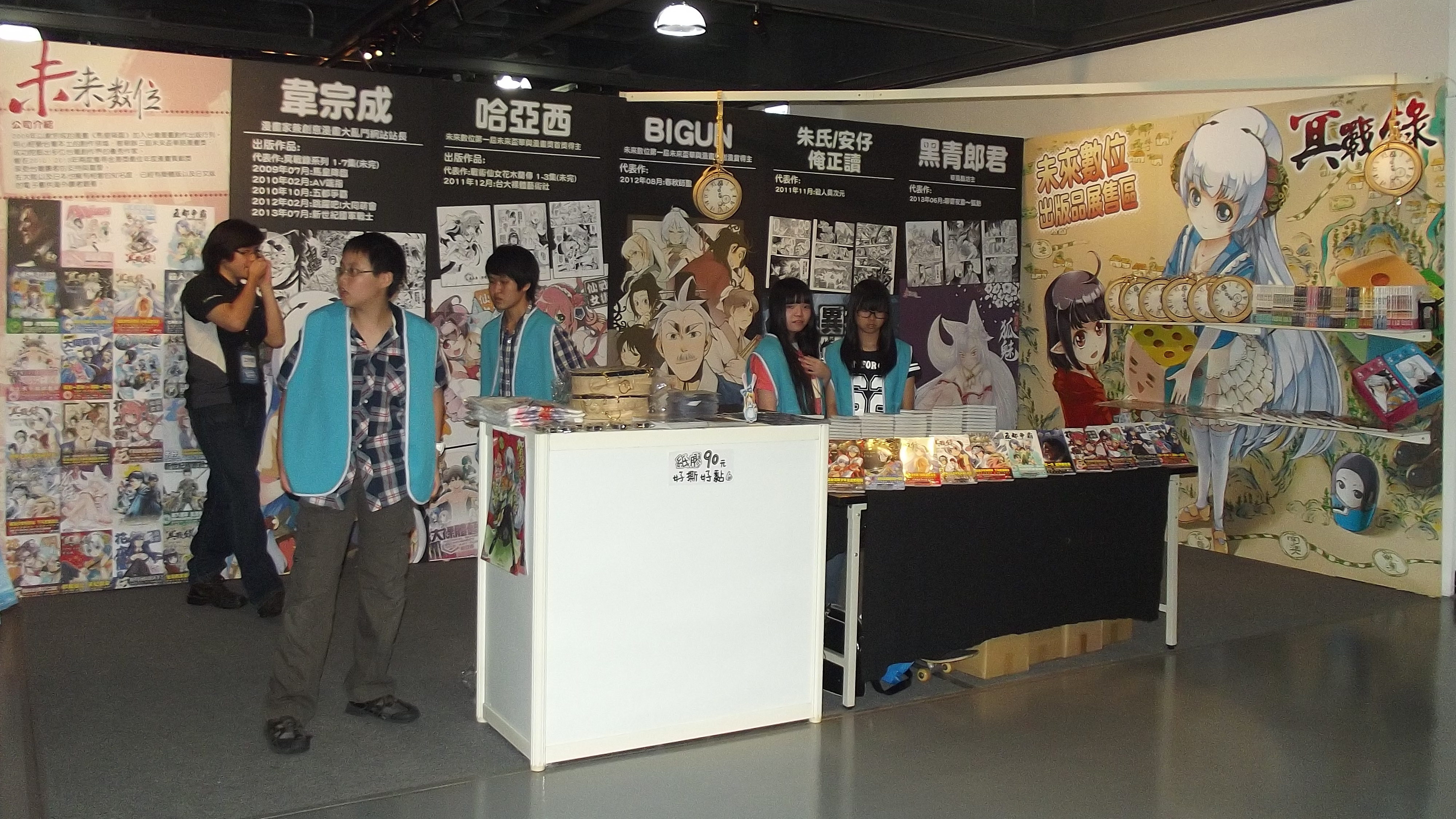
未來數位的主題展示區。
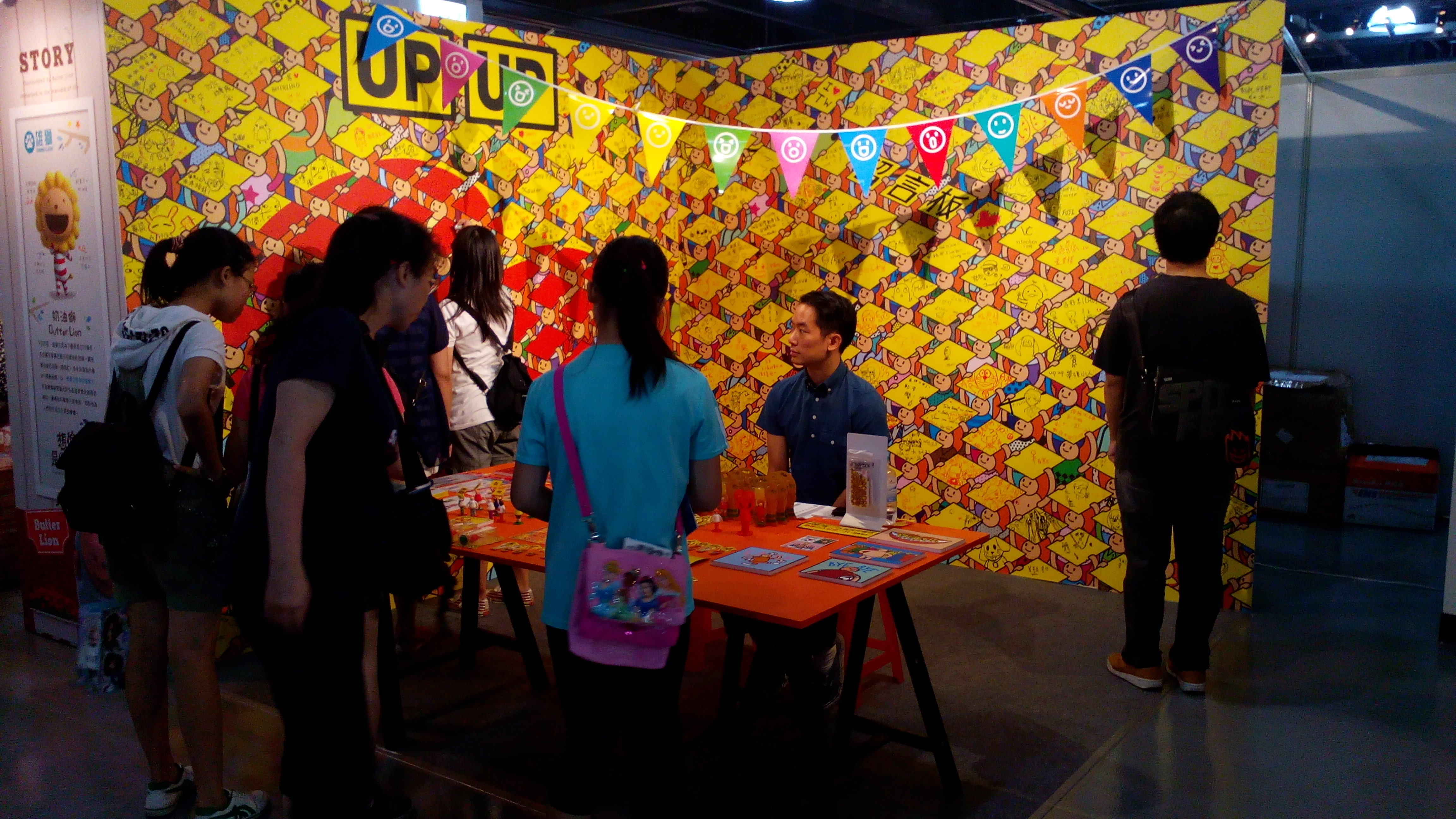
引發網路效應的舉牌小人，為本土網路文創的其中一個代表
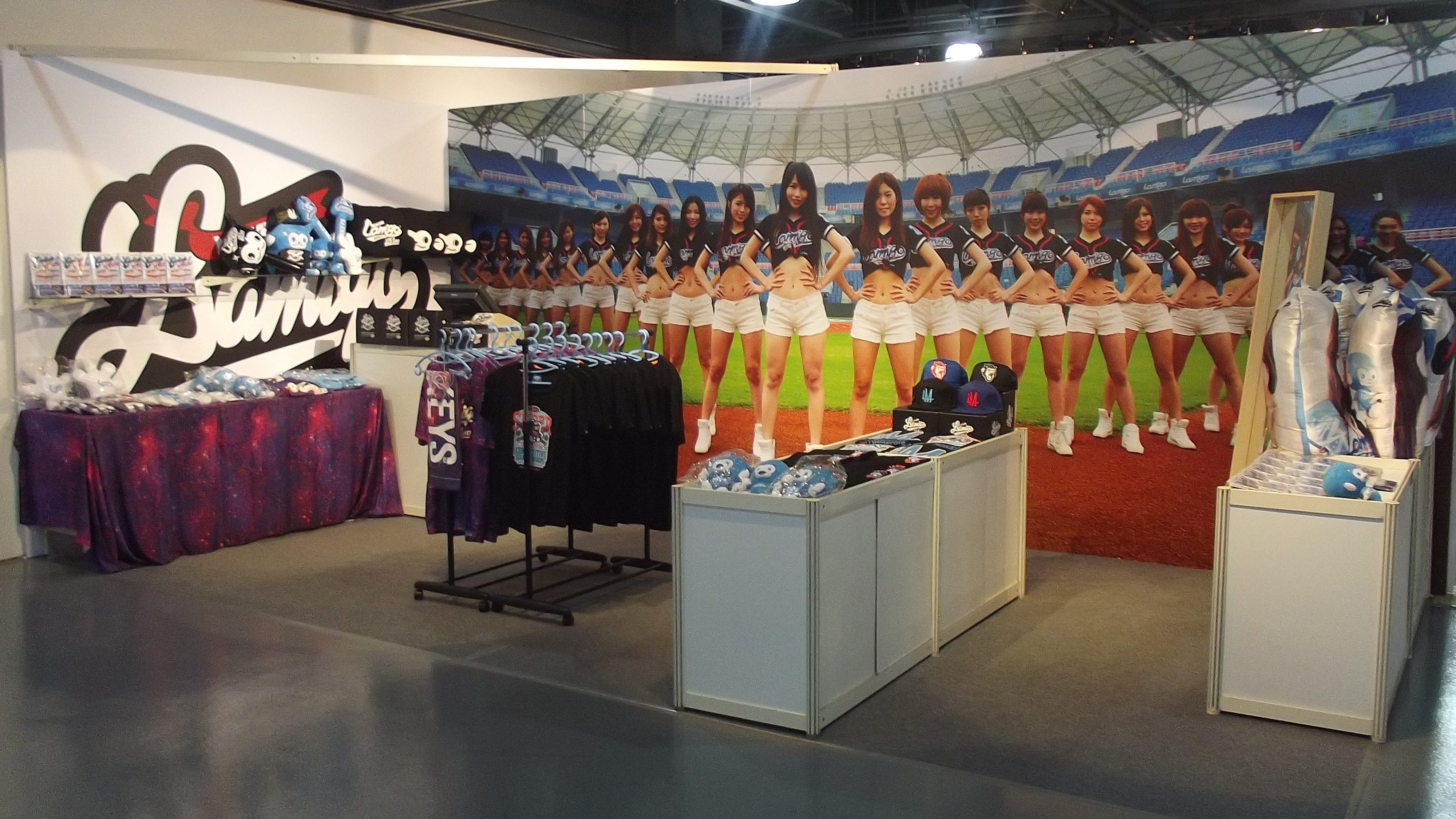
Lamigo桃猿隊的展示，讓展覽更顯本地化特色。
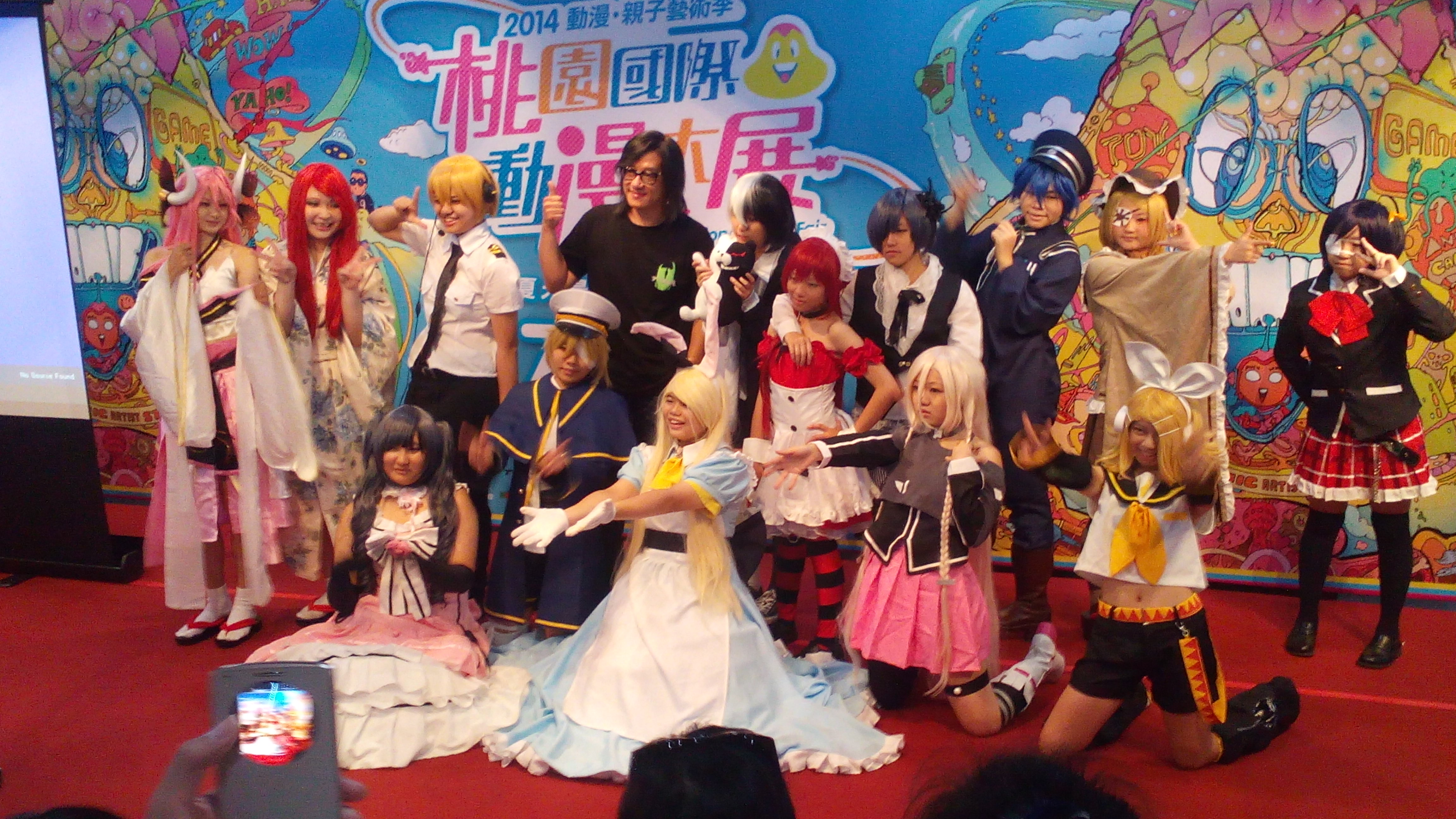
Cosplay次文化的風潮，已成展覽中的另一大特色。
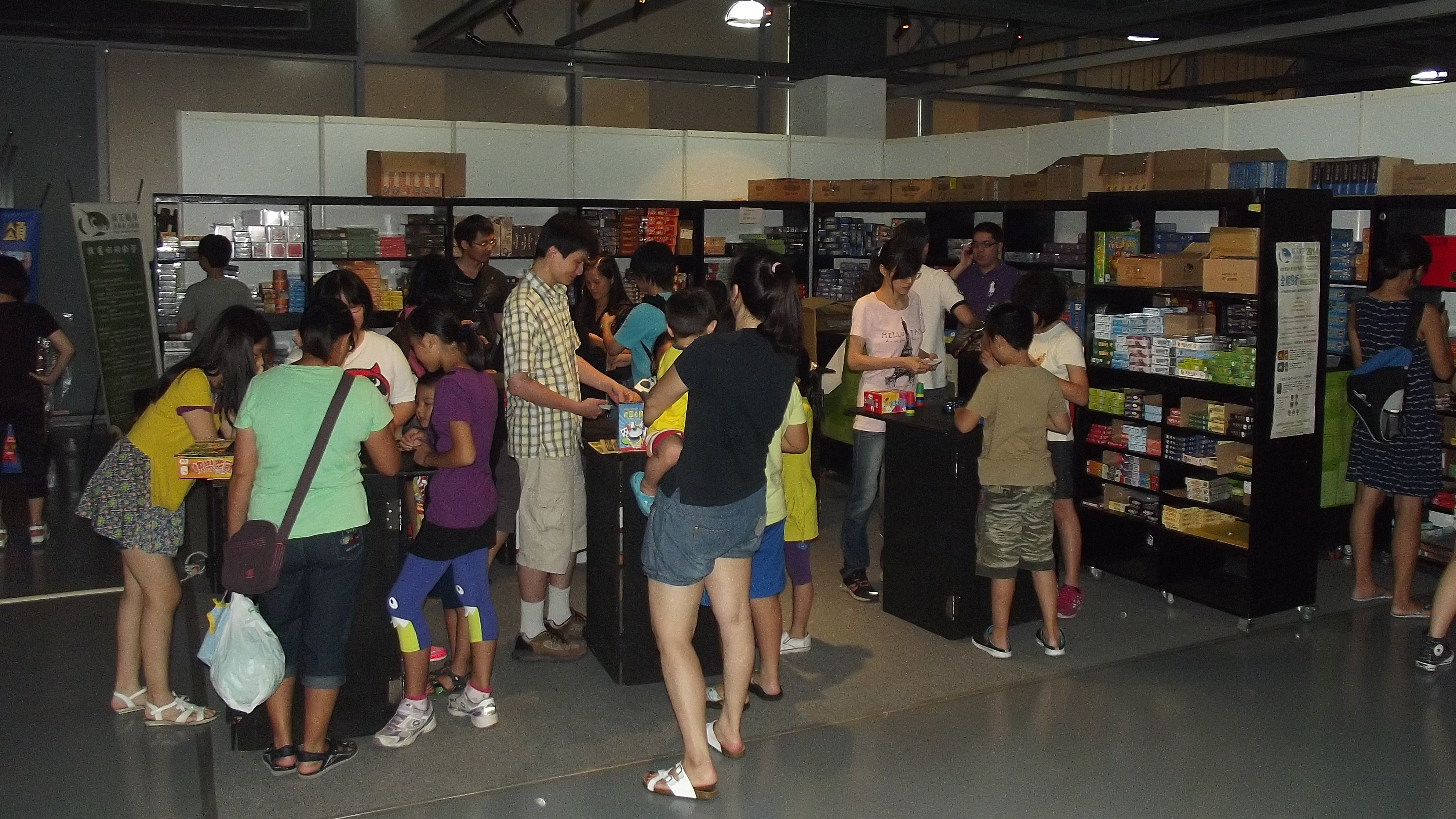
除了電子遊戲以外，桌上遊戲近年也能引起參觀者的目光。
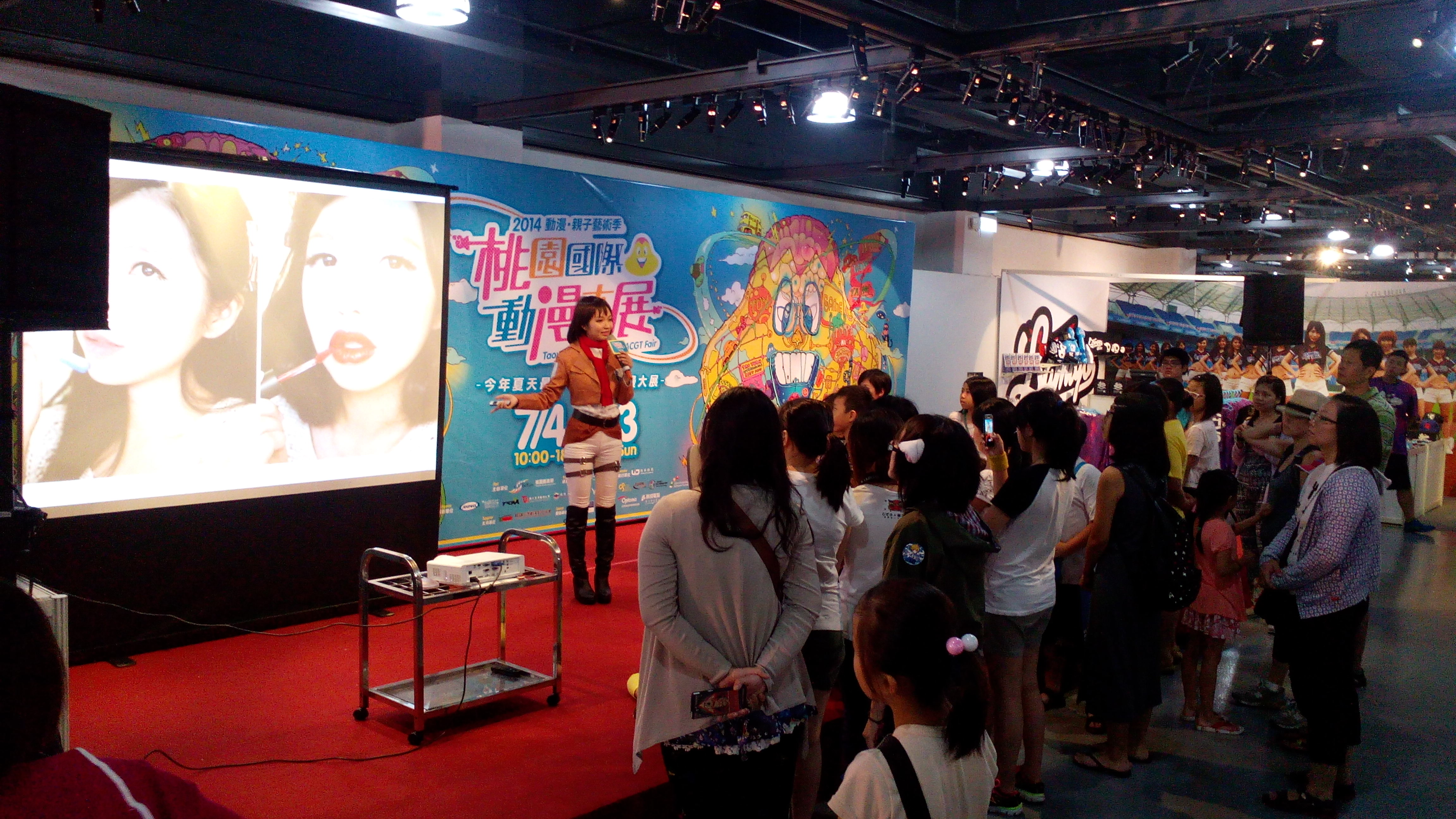
針對不同類型的主題所設計的「動漫工作坊」，為歷年展覽特色之一。

## 特殊紀錄
- 首個入選交通部觀光局「臺灣觀光年曆」的地方性國際動漫展覽[23]

## 歷屆展期暨主題
桃園國際動漫大展時期
| 展覽屆次         | 展覽期間               | 執行單位     | 展覽主題              |
| ---------------- | ---------------------- | ------------ | --------------------- |
| 第一屆（2012年） | 2012年7月13日－8月19日 | 杜葳廣告     | 桃園遊．動．漫        |
| 第二屆（2013年） | 2013年7月5日－7月14日  | 創意連結     | 動漫遊樂園            |
| 第三屆（2014年） | 2014年7月4日－7月13日  | 桔禾創意整合 | 動漫嬉遊祭            |
| 第四屆（2015年） | 2015年7月3日－7月12日  | 桔禾創意整合 | 歡樂動漫城            |
| 第五屆（2016年） | 2016年7月9日－7月24日  | 飛魚創意     | 夢想的領航員          |
| 第六屆（2017年） | 2017年7月6日－7月16日  | 飛魚創意     | 動漫科技城 遊戲夢園地 |
| 第七屆（2018年） | 2018年7月13日－7月22日 | 杜葳廣告     | 幻想異境              |
| 第八屆（2019年） | 2019年7月19日－7月28日 | 飛魚創意     | 時代Ｘ我的英雄        |

## 台灣地區相關地方性動漫展覽
- 台北市
  - 漫畫博覽會
  - 開拓動漫祭
  - 台北國際動漫節
- 新北市
  - 新北市動漫節
- 台中市
  - 台中動漫力
- 高雄市
  - 駁二動漫祭

## 外部連結
- 官方網站
  - 2012年（開拓動漫祭主辦方承辦）
  - 2016年官方網站
  - 2018年官方網站 （页面存档备份，存于）